# ملصق عيد الميلاد
ملصقات عيد الميلاد، وهي عبارة عن ملصقات تشبه في مظهرها الطوابع البريدية التي تباع ثم تلصق على البريد خلال موسم عيد الميلاد لجمع الأموال والتوعية بالبرامج الخيرية. أصبحت ملصقات عيد الميلاد مرتبطة بشكل خاص بأمراض الرئة مثل مرض السل، وبرعاية الأطفال بشكل عام. صدرت أول مرة في الدنمارك ابتداءً من عام 1904، وتلتها السويد وآيسلندا بإصدارها في العام نفسه. بعد ذلك أثبت استخدام ملصقات عيد الميلاد شعبيتها وانتشرت بسرعة في جميع أنحاء العالم، حيث أنتجت 130 دولة إصداراتها الخاصة بها.

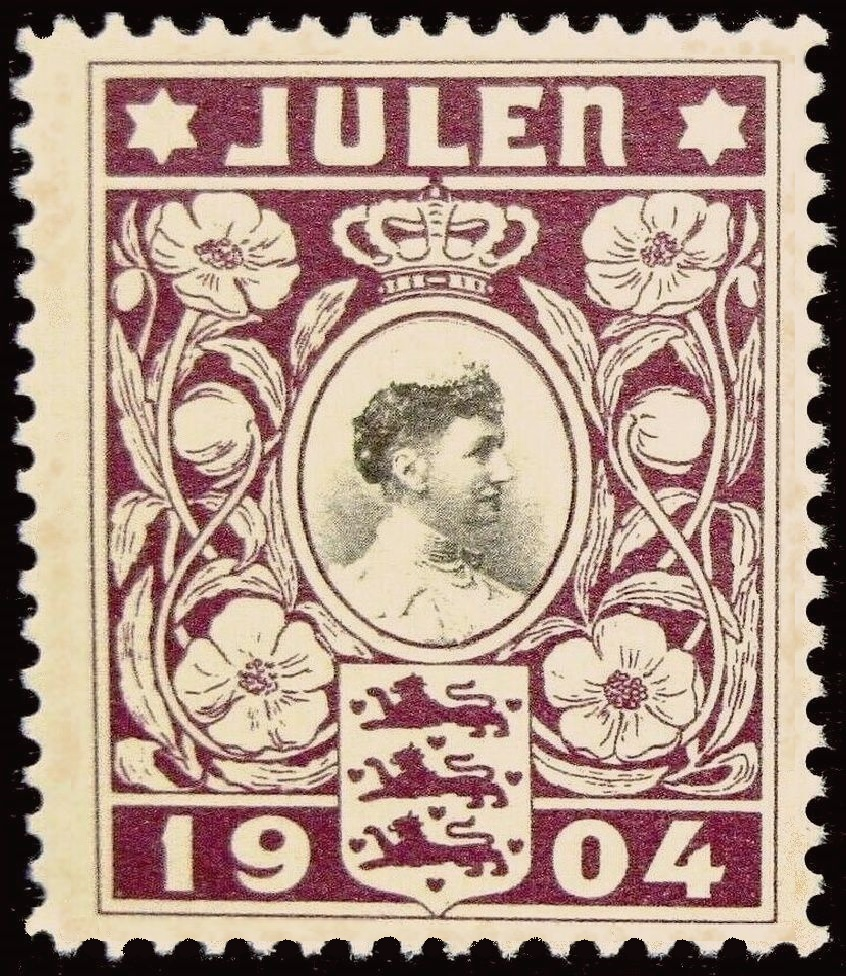
أول ملصق عيد ميلاد في العالم صدر في الدنمارك، عام 1904، ويظهر فيهِ صورة الملكة الدنماركية لويز

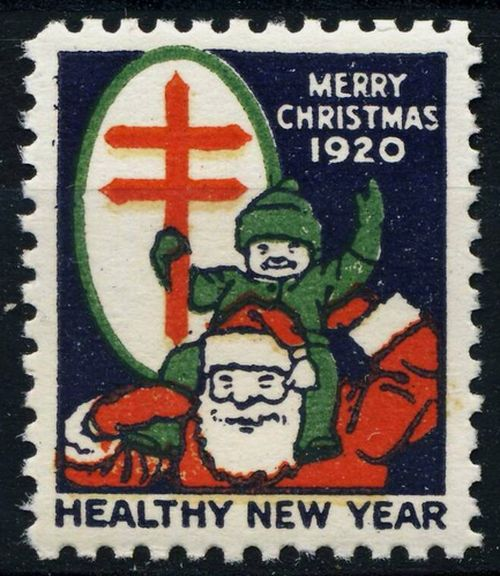
ملصق عيد الميلاد الأول مع صليب أحمر مزدوج الشريط، رمز الجمعية الوطنية لمرض السل، إصدار عام 1920

كان يحصل الخلط أحياناً بين ملصقات عيد الميلاد وطوابع عيد الميلاد المستعمل في طوابع البريد، مما دفع مكتب البريد الأمريكي إلى اعتماد سياسة تتطلب وضع الملصقات على الوجه الخلفي للبطاقة البريدية أو المظروف، لكن هذه السياسة لم تكن مواتية بشكل عام وغالباً ما تتجاهلها مكاتب البريد، مما أدى في النهاية إلى سحبها. وتوجد ملصقات عيد الميلاد في عدة أصناف، أبرزها الملصقات التي أصدرها الصليب الأحمر في البداية ثم الجمعية الوطنية لمرض السل الرئوي مع صورة الصليب الأحمر المزدوج على وجه الختم. وصدرت أختام خيرية أخرى من قبل حكومات الولايات والأديان والمنظمات الاجتماعية في جميع أنحاء العالم. وقد أصدرت حكومات مختلفة طوابع بريد شبه بريدية لجمع الأموال لصالح منظمة الصليب الأحمر أو لقضايا خيرية أخرى. ومنذ البداية حظيت ملصقات عيد الميلاد بالكثير من الإشادة العامة وسرعان ما سعى إليها هواة جمع الطوابع والمؤرخون البريديون. واليوم، تتباين قيمتها النقدية تبايناً كبيراً باعتبارها سلعة قابلة للتحصيل.

## البداية من الدنمارك

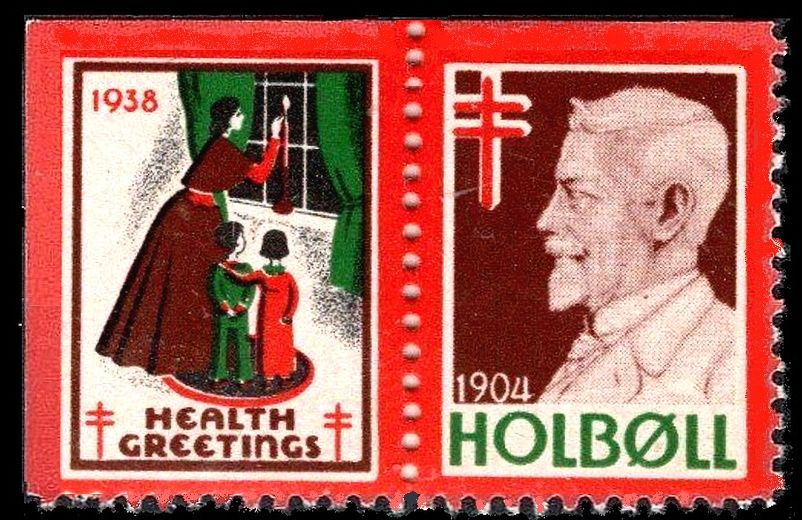
ملصق عيد الميلاد 1938

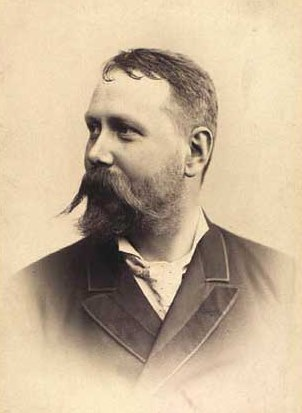
إينار هولبول صاحب فكرة إضافة طابع خيري على بريد تهنئة الأعياد عام 1904

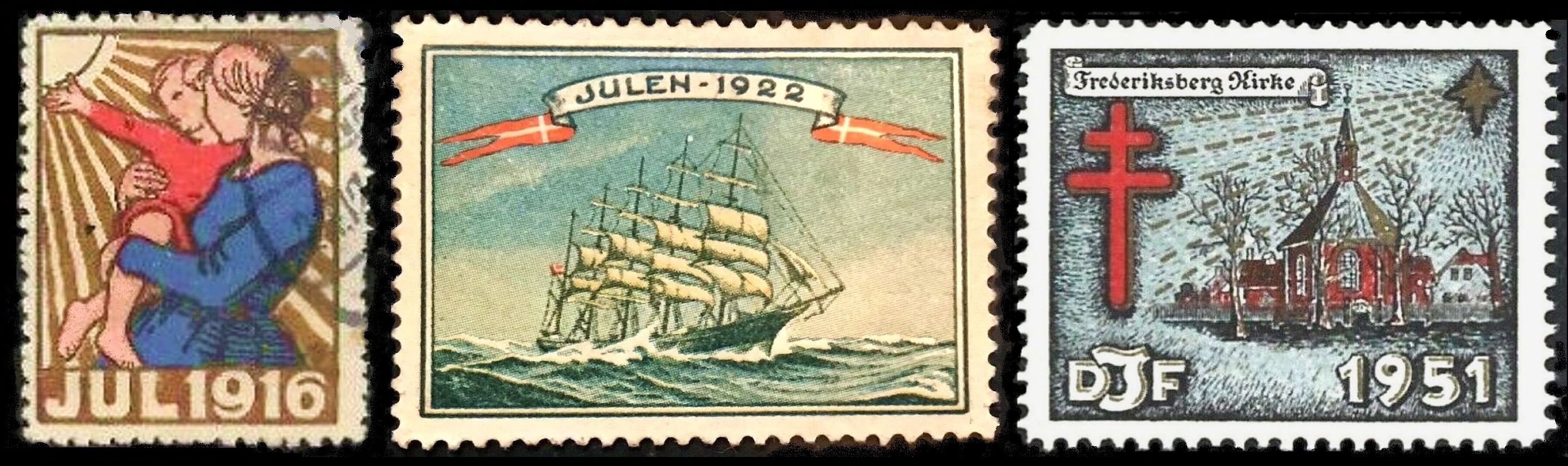
مجموعة مختارة من ملصقات أعياد الميلاد الدنماركية للسنوات 1910، 1911، 1916، 1922، 1951

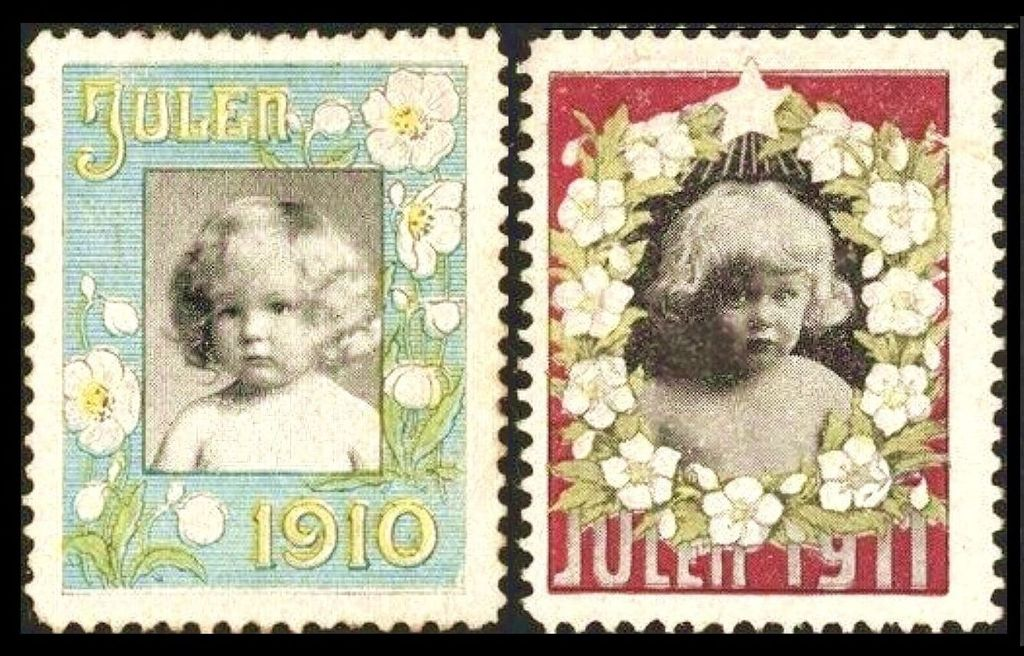
مجموعة من ملصقات أعياد الميلاد الدنماركية للسنوات 1910، 1911

في بداية القرن العشرين، كان مرض السل مرضًا مخيفًا للغاية، وبدت آثاره الضارة على الأطفال مدمرة بشكل خاص. في عام 1904، طور "إينار هولبول"، وهو موظف بالبريد الدنماركي، فكرة إضافة طابع خيري إضافي على تهنئة الأعياد المرسلة بالبريد خلال عيد الميلاد. ووافق على الخطة مدير البريد وملك الدنمارك (كريستيان التاسع). وقبل وفاته في عام 1927، حصل هولبويل على لقب فارس من ملك الدنمارك لمساهماته في جهود مكافحة السل ولربطهِ بين مناسبة عيد الميلاد وضرورة مساعدة المصابين بالمرض. كما كُرم من قبل عدد من الدول الأخرى، بما في ذلك الولايات المتحدة الأمريكية، تقديرًا لجهودهِ.
في عام 1904، صدر أول ملصق لعيد الميلاد في العالم في الدنمارك، يحمل صورة الملكة الدنماركية (لويز ملكة هيس كاسل) وكلمة يولين (عيد الميلاد). وبيع أكثر من 4 ملايين ملصق في العام الأول بسعر 0.02 كرونة دنماركية لكل ملصق، مما أدى إلى جمع أكثر من 18000 دولار، وهو مبلغ كبير من المال في عام 1904. وفي العام التالي، جلب بيع ملصقات عيد الميلاد المزيد من الأموال لمكافحة مرض السل الرئوي.
خلال السنوات الست الأولى، جمع ما يكفي من الأموال لبناء مصحة "كريسماس سيل" في كولدينج، والتي افتتحت في عام 1911. وفي العام نفسه نقلت المصحة إلى إدارة الجمعية الوطنية الدنماركية لمكافحة السل حيث اعتُبر وجود منظمتين تعملان من أجل نفس الغرض إهدارًا للموارد. وأستمر جمع التبرعات بنجاح عن طريق ملصقات عيد الميلاد لسنوات قادمة.
قررت لجنة ملصقات عيد الميلاد الدنماركية، المعروفة اليوم باسم Julemærkefonden (صندوق ختم عيد الميلاد)، في ذلك الوقت أن تستخدم جميع الأموال التي تجمع في المستقبل في بناء وتشغيل دور الرعاية للأطفال.
في عام 1958، بدأ جدل حول ظهور بابا نويل على ملصق عيد الميلاد الدنماركي عندما أشار القس بول نيدرجاد، وهو رجل دين في كوبنهاجن، إلى بابا نويل على أنه "عفريت وثني". وأصر على أن الناس يجب أن يجدوا طريقة أخرى لمساعدة القضية الخيرية لمكافحة السل ومقاطعة ملصقات عيد الميلاد المعني. ومع ذلك، لم يعر معظم سكان الدنمارك اهتمامًا كبيرًا لتعليق نيغيردارد واستمروا في شراء ملصقات عيد الميلاد التي تصور سانتا كلوز.

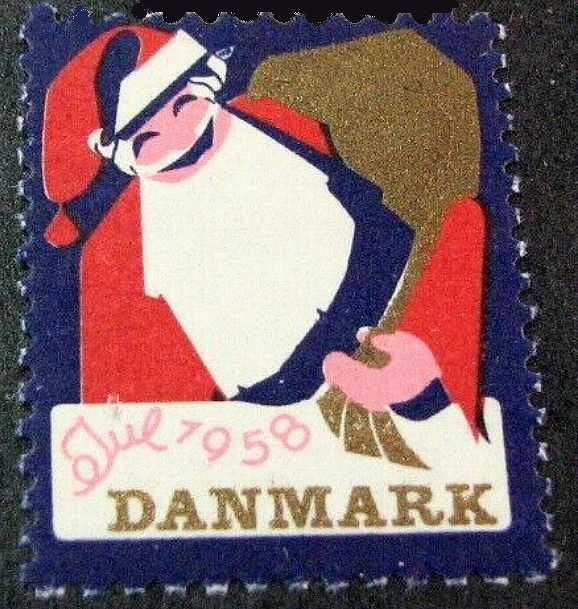
ملصق الدنمارك المثير للجدل بسبب رسم بابا نويل الوثني، عام 1958

## الولايات المتحدة

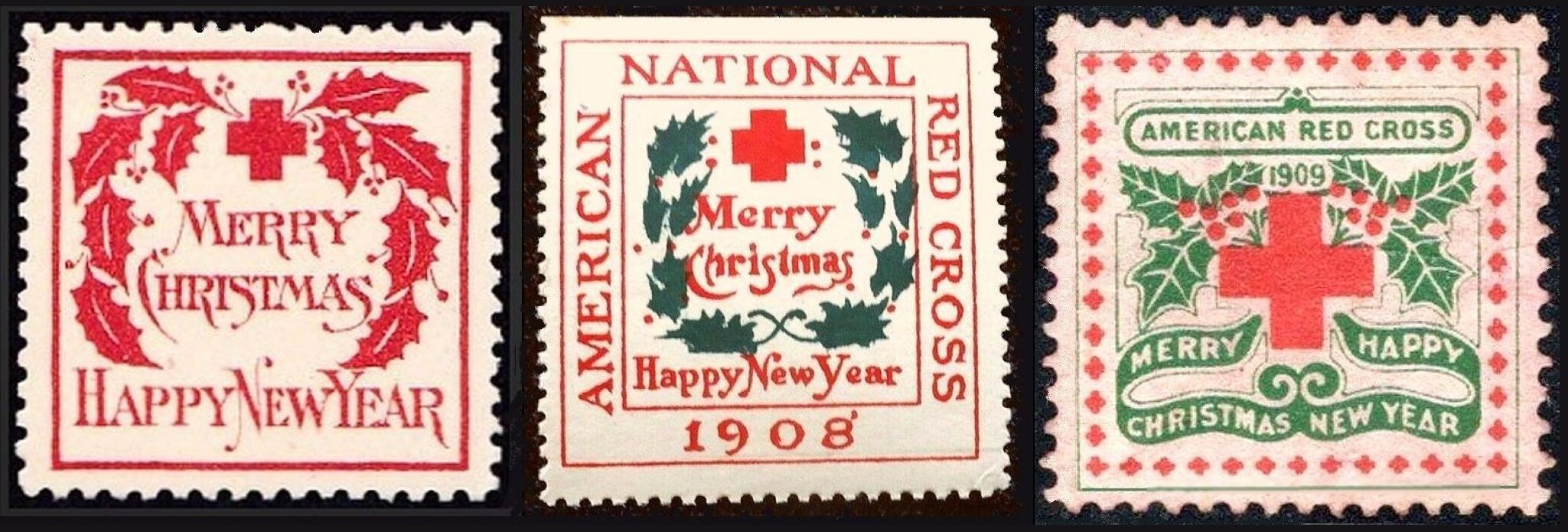
أولى ملصقات عيد الميلاد للسنوات 1907، 1908، 1909

في بداية القرن العشرين، كانت الولايات المتحدة الأمريكية تعاني أيضًا من تفشي مرض السل بنسب وبائية. في ذلك الوقت كانت الطريقة العملية الوحيدة لعلاج المرض هي حبس المصابين في المصحات. ومع ذلك، كانت معظم هذه المرافق في حاجة ماسة إلى التمويل وكانت تواجه خطر الإغلاق. كانت إحدى هذه المرافق تقع في برانديواين بولاية ديلاوير، وكانت على وشك الانتهاء، حيث تذكر الطبيب جوزيف ويلز ابنة عمه إميلي بيسيل التي كانت ذات خبرة في جهود جمع التبرعات. فأرسل لها لاحقاً رسالة تتعلق بالوضع الذي كانت تواجهه مصحته. وقد تأثرت بيسيل برسالتهِ وأرسلت تبحث عن طرق لجمع 300 دولار أمريكي اللازمة لبقاء مصحة ابن عمها مفتوحة.
دفع النجاح الكبير الذي حققته ملصقات عيد الميلاد في أوروبا جاكوب ريس الدنماركي المولد، وهو صحفي ومصور فوتوغرافي وصديق ثيودور روزفلت، إلى كتابة مقال افتتاحي يدعو فيهِ إلى بيعها في أمريكا. كان المقال الافتتاحي والنجاح الكبير الذي حققته ملصقات عيد الميلاد في أوروبا في عام 1904 مصدر إلهام كبير لإيميلي بيسيل التي تابعت هذا الاحتمال في الولايات المتحدة ونظمت إنتاج وبيع ملصقات عيد الميلاد في أمريكا. وبالمثل كانت بيسيل تأمل في جمع الأموال لمصحة ابن عمها على خور برانديواين في ديلاوير. ومضت بيسيل في تصميم ملصق عيد الميلاد المحلي في ديلاوير، وهو أول ملصق يصدر في الولايات المتحدة في عام 1907. حققت ملصقات عيد الميلاد 3000 دولار في العام الأول. وبحلول عام 1909 حققت المبيعات 250,000 دولار. أصبح من الواضح للصليب الأحمر أن مبيعات ملصقات عيد الميلاد يجب أن تستمر كمشروع مستقل.
كان مدير الصليب الأحمر الأمريكي، إرنست ب. بيكنيل، عضوًا في مجلس إدارة الجمعية الوطنية لمكافحة السل، التي كانت الآن في السنة السادسة من عملها. شرع بيكنيل مع الدكتور ليفينغستون فاراند، عضو هيئة التدريس في جامعة كولومبيا في صيف عام 1910 في ترتيب شراكة في بيع الملصقات مع الصليب الأحمر، والتي استمرت حتى عام 1920، عندما سلم الصليب الأحمر عملية بيع الملصقات بالكامل إلى الجمعية الوطنية لمكافحة السل. وفي السنوات التالية زادت المبيعات بشكل مستمر، من ثلاثة آلاف دولار في عام 1907 إلى 26 مليون دولار بحلول عام 1955.

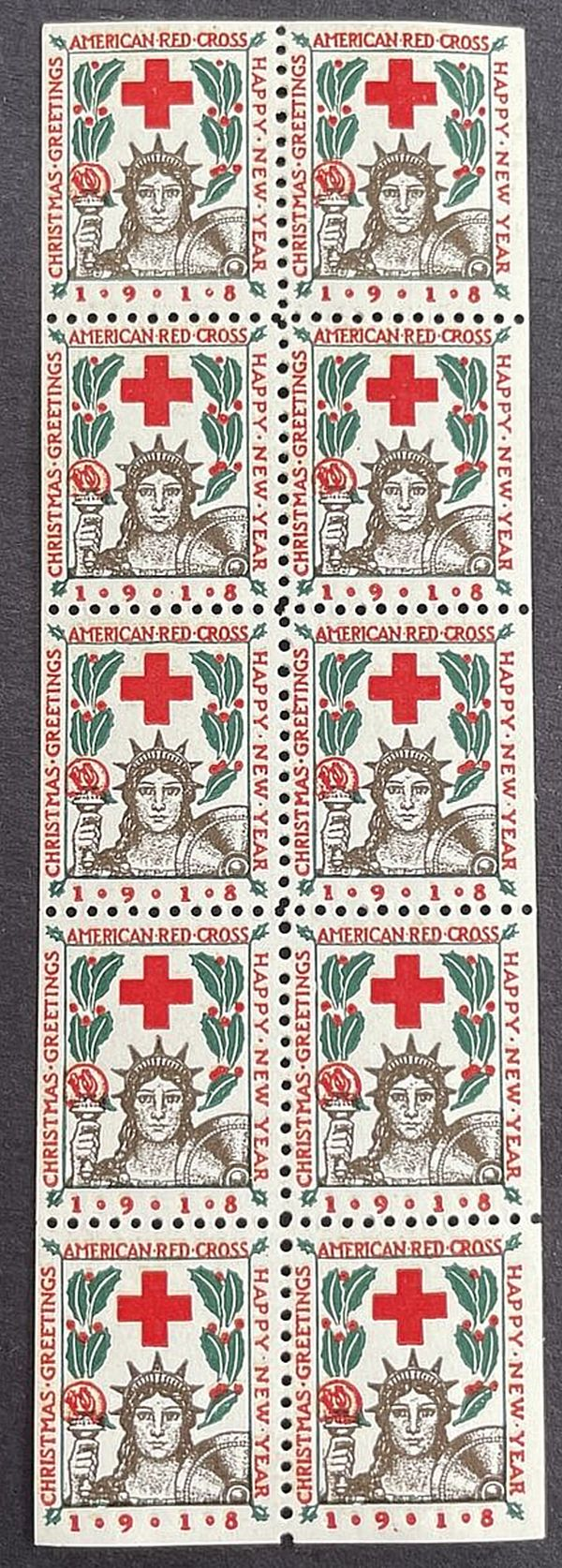
مجموعة من ملصقات عيد الميلاد 1918

طُبعت الملصقات في البداية بآلات الطباعة الحجرية، وبيعت في ردهات مكاتب البريد في جميع أنحاء الولايات المتحدة. وبيع أول ملصق عيد ميلاد أمريكي لعام 1907 في البداية في 7 ديسمبر 1907 في ويلمنغتون بولاية ديلاوير من قبل فرع ديلاوير للصليب الأحمر الأمريكي بسعر بنس واحد لكل ملصق. وبحلول عام 1908، تطورت فكرة بيسيل إلى برنامج وطني تديره الجمعية الوطنية لدراسة مرض السل والوقاية منه (NASPT) طبعت الملصقات التي صدرت من عام 1908 إلى عام 1918 على المستوى الوطني من قبل الصليب الأحمر الوطني الأمريكي. كان تقسيم صافي عائدات المبيعات بالتساوي بين المنظمتين. وابتداءً من عام 1919 عندما تولت الجمعية الوطنية لمكافحة السل عمليات إنتاج ملصقات عيد الميلاد، كانت جميع الملصقات تحمل الصليب الأحمر المزدوج في التصميمات.
تتميز ملصقات عيد الميلاد التي صدرت في عام 1918 بتاريخ غير عادي عن جميع الملصقات الأخرى، حيث إنها لم تُباع لعامة الناس في ذلك العام. أُصدرت خلال الحرب العالمية الأولى ولم تُمنح إلا لأعضاء الصليب الأحمر الأمريكي حتى لا تتنافس مع حملات جمع التبرعات الأخرى للمجهود الحربي. صدرت في أجزاء كتيب مكونة من عشرة أجزاء فقط، ولا توجد أوراق معروفة من هذا الإصدار مكونة من 100 ورقة.

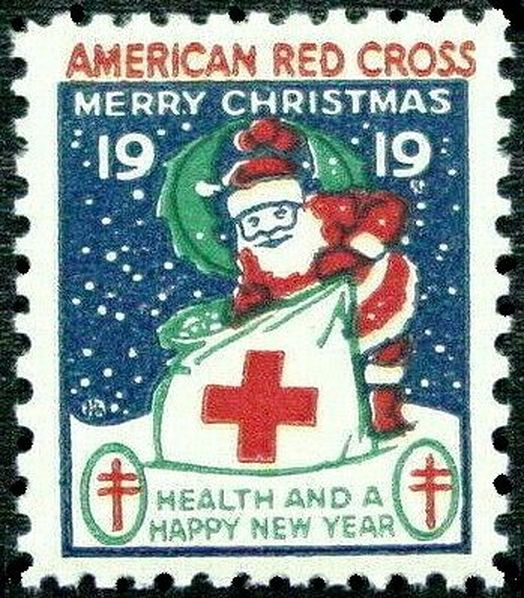
ملصق عيد الميلاد لعام 1919 هو آخر إصدار يعرض الصليب الأحمر، وهو الإصدار الوحيد الذي يعرض كلاً من الصليب الأحمر والصليب المزدوج الشريطي للجمعية الوطنية لمكافحة السل

وبحلول عام 1920، انسحب الصليب الأحمر من هذا الترتيب وأصبحت المبيعات تتم حصريًا من قبل الجمعية الوطنية لمكافحة السل، التي كانت تُعرف آنذاك باسم الجمعية الوطنية لمكافحة السل (NTA). الإصدارات من عام 1920 إلى عام 1937؛ من قبل الجمعية الوطنية لمكافحة السل وأمراض الجهاز التنفسي (NTDRA)؛ من عام 1968 إلى عام 1972 وجمعية الرئة الأمريكية من عام 1973 إلى الوقت الحاضر أصبحت الجمعية الوطنية لمكافحة السل وأمراض الجهاز التنفسي (NTRDA) هي الجمعية الأمريكية للرئة في عام 1973، على الرغم من أن أختام عام 1974 وتلك التي صدرت بعد ذلك استمرت في إظهار نقش الجمعية الوطنية لمكافحة السل وأمراض الجهاز التنفسي على هامش الورقة.
في كثير من الأحيان كانت تستعمل طابعتين مختلفتين أو أكثر لإنتاج ملصق عيد ميلاد معين، مما ينتج ختماً مطابقاً للمطبوعات الأخرى. وللتمييز بين الطبعات المختلفة رأت جمعية ملصق عيد الميلاد أنه من المناسب أن تضيف كل طابعة علامة الطابعة الخاصة بها إلى أحد الملصقات في الصحيفة المكونة من 100 ملصق، وعادةً ما تكون في منتصف الصحيفة. تتكون علامات الطابعة عادةً من حرف صغير داخل تصميم الملصق. وقد بدأت إضافة علامات الطابعات في عام 1926 واستمرت حتى عام 1997.
كما بدأت ملصقات عيد الميلاد المحلية في الظهور خلال هذه الفترة، وكانت موجودة إلى جانب الإصدارات الوطنية في الولايات المتحدة منذ عام 1907، كما فهرست من قبل جمعية ختم عيد الميلاد والطوابع الخيرية.
لم يظهر أول أشخاص حقيقيين على ملصقات أعياد الميلاد الأمريكية حتى إصدار ملصقات عام 1938. فقد ظهرت شخصيات بارزة في مكافحة مرض السل، بما في ذلك إينار هولبول، وروبرت كوخ، ورينيه لينيك، وإدوارد ليفينغستون ترودو.
وباستثناء إصدارات عامي 1907 و1908، كانت الملصقات الأمريكية تصدر في صحائف من 100 ملصق حتى عام 1975، ثم صدرت بعد ذلك في صحائف من 54 ملصقا. وابتداءً من عام 1935، كانت ملصقات عيد الميلاد الأمريكية تُطبع في أوراق من 100 ملصق، حيث كان هناك أكثر من تصميم لملصقات عيد الميلاد على ورقة واحدة من مائة ملصق لعيد الميلاد. وابتداءً من عام 1970، كانت أوراق الملصقات في بعض الأحيان تحتوي كل ورقة منها على ملصق منفرد بتصميمها الخاص أو تصور مشهدًا عامًا، مع كل ملصق جزء من ذلك المشهد، على غرار الطريقة التي كانت تُظهر بها قطع الأحجية معًا مشهدًا أو صورة.

## الملاحظات
1. ↑  "جولين" هي كلمة دنماركية تعني "عيد الميلاد
2. ↑  تعرف الان باسم جمعية الرئة الأمريكية
3. ↑  يحمل الطابع شبه البريدي فئتين، حيث تدفع إحدى الفئتين رسوم البريد وتذهب الأخرى إلى قضية خيرية.